# Rasa de Borics
La Rasa de Borics és un torrent afluent per la dreta de la Riera de Llanera. Neix al vessant sud-est de la Muntanyeta, a uns 170 m. al sud-oest de la masia de la Vila de Llobera. De direcció predominant cap al sud, desguassa la Riera de Llanera a poc menys de 250 m. al sud del Castell de Llanera.

## Municipis per on passa
Des del seu naixement, la Rasa de Borics passa successivament pels següents termes municipals.
|                                        | Longitud (en m.) | % del recorregut |
| -------------------------------------- | ---------------- | ---------------- |
| Per l'interior del municipi de Llobera | 79               | 2,02%            |
| Per l'interior del municipi de Torà    | 3.838            | 97,98%           |

## Xarxa hidrogràfica
La xarxa hidrogràfica de la Rasa de Borics està constituïda per cinc cursos fluvials que en total sumen una longitud de 9.367 m. El conjunt d'aquesta xarxa hidrogràfica transcorre pels següents termes: